# Guanto da ricevitore
Il guanto da ricevitore è nel baseball utilizzato dal ricevitore durante la fase di difesa.

## Caratteristiche
Rispetto ai normali guantoni, il guanto da ricevitore è maggiormente imbottito, in quanto deve ricevere i colpi ad elevata velocità delle palle lanciate dal lanciatore. Le parti più protette sono quella del pollice e del mignolo, le dita più esposte e fragili.

## Le principali marche
Le americane Louisville, Rawlings, Wilson e la giapponese Mizuno sono le principali marche produttrici di guanti da baseball.